# Pete Wilson (polityk)
Pete Wilson (ur. 23 sierpnia 1933 w Lake Forest, Illinois) – amerykański polityk, członek Partii Republikańskiej.

## Działalność polityczna
Od 1967 do 1971 zasiadał w Zgromadzeniu Stanowym Kalifornii. Od 1971 do 1983 był burmistrzem miasta San Diego, od 1983 do 1991 senatorem Stanów Zjednoczonych (1. Klasa), a od 1991 do 1999 36. gubernatorem stanu Kalifornia.
Jako gubernator zaostrzył prawo karne, podpisując prawo przewidujące obligatoryjny wyrok od 25 lat do dożywocia dla popełniających przestępstwo po raz trzeci (tzw. three strikes law). Po 25 latach obowiązywania w Kalifornii zniósł moratorium na wykonywanie wyroków śmierci. Sprzeciwiał się akcji afirmatywnej oraz nielegalnej imigracji. Doprowadził do deregulacji rynku energii elektrycznej.
W wyborach 1996 r. bez powodzenia starał się o nominację Partii Republikańskiej na Prezydenta Stanów Zjednoczonych. Wycofał się we wrześniu 1995 r. po operacji gardła, w wyniku której miał problemy z mówieniem.